# Pycnarmon peruvialis
Pycnarmon peruvialis là một loài bướm đêm trong họ Crambidae.